# Javier Belderraín Fernández
Javier Belderraín Fernández (La Felguera, Asturias, 1940-Madrid, 2006) fue un periodista y asesor financiero español, fundador del periódico económico Cinco Días.

## Biografía
Javier Belderraín nació en La Felguera, concejo asturiano de Langreo, en 1940, hijo de un prestigioso ingeniero llamado Rafael Belderraín, subdirector de las fábricas de Duro Felguera. 
Con diecisiete años se traslada a Madrid donde comienza la carrera de ingeniería, aunque acabaría licenciándose en Derecho, Económicas y Ciencias Políticas y obteniendo el título de Periodismo.
Trabajó en Actualidad Económica y fue uno de los fundadores en 1973 de Asociación de Periodistas de Información Económica. También estuvo entre los fundadores del primer diario económico de España, Cinco Días, en 1978. Fue así mismo colaborador de Expansión y de diferentes entidades bancarias y empresariales como Renault y Delphi. También fue asesor del Ministerio de Hacienda durante el gobierno de Suárez, siendo ministro Juan Miguel Villar Mir.